# 35º anniversario della Repubblica Popolare Cinese
Il 35º anniversario della fondazione della Repubblica Popolare Cinese (庆祝中华人民共和国成立35周年大会, qìngzhù zhōnghuá rénmín gònghéguó chénglì 35 zhōunián dàhuì) ebbe luogo il 1º ottobre del 1984; la celebrazione principale di questa ricorrenza si tenne in piazza Tienanmen, a Pechino, ma ci furono anche altri festeggiamenti nelle altre città cinesi. Deng Xiaoping, il a guida della Cina, ispezionò le truppe disposte lungo il viale della Pace Eterna. In seguito alla parata militare ebbe subito luogo un corteo civile.

## La parata
Nel dicembre del 1983 il Comitato centrale del Partito Comunista Cinese approvò una richiesta per la realizzazione di una parata militare prevista per l'ottobre dell'anno successivo, la prima parata in seguito a quella in celebrazione del 10º anniversario della Repubblica Popolare Cinese, che ebbe luogo nel 1959. Fu approvata, in precedenza, una parata per il 30º anniversario, che si sarebbe dovuta svolgere nel 1979; tuttavia, la fine della Grande rivoluzione culturale e la morte di Mao Zedong ne impedirono la realizzazione. Il 12 dicembre 1983 venne creato un gruppo addetto alla preparazione della parata capitanato da Yang Dezhi, capo di stato maggiore dell'Esercito Popolare di Liberazione (EPL). Quella del 35º anniversario fu la prima parata ad andare in onda in diretta sui canali della CCTV, la televisione di Stato cinese e ad essere trasmessa in tutto il mondo via satellite. Il generale Qin Jiwei, comandante della regione militare di Pechino, ricevette l'incarico di dirigere l'evento: la parata, per la prima volta nella storia della RPC, non venne controllata dal ministro della difesa nazionale; inoltre, ad ispezionare le truppe, non fu il presidente della repubblica ma un dirigente de facto (cioè Deng Xiaoping). L'ispezione delle truppe venne accompagnata dalle note de La marina popolare marcia in avanti (人民海军向前进S, rénmín hǎijūn xiàng qiánjìnP). In luogo del solito saluto (i.e. "Lunga vita alla Repubblica Popolare di Cina!") venne pronunciata la formula "Compagni, avete lavorato sodo!" (同志们辛苦了S, tóngzhìmen xīnkǔleP), al quale i soldati avrebbero dovuto rispondere con "Al servizio del popolo!" (为人民服务S, wèi rénmín fúwùP). Tale cambiamento costituiva un consapevole distacco dalle parate dell'epoca di Mao.
«Vogliamo una riunificazione pacifica con Taiwan, che fa parte del nostro sacro territorio. La nostra presa di posizione, di cui tutti sono al corrente, non cambierà mai. Il desiderio di una pacifica riunificazione sta prendendo piede nei cuori di tutti i cittadini cinesi. Questo sentimento non si può fermare e, un giorno, diventerà realtà. Speriamo che tutte le nostre genti, inclusi i nostri compatrioti a Hong Kong, Macao, Taiwan e i residenti d'oltremare, possano collaborare per realizzare questo progetto il prima possibile.»

— Deng Xiaoping
La parata militare del 1984 fu caratterizzata anche dal debutto delle compagnie di guardie d'onore regolari e di quelle della guarnigione di Pechino – le prime ad essere ispezionate e a marciare di fronte ai dignitari. Il numero dei soldati che passarono dinanzi alla porta Tienanmen si aggirava intorno ai 10.300; dopo di essi apparve una formazione di quattro velivoli. Un gruppo di studenti dell'università di Pechino sollevò uno striscione con le scritte "Salve, Xiaoping" (小平您好S, xiǎopíng nínhǎoP). Deng, sorpreso, reagì con un sorriso, seguito da un gesto della mano in segno di riconoscenza. Durante un'intervista per il Quotidiano del Popolo, il ministro della difesa Zhang Aiping disse: "L'intero popolo cinese e tutti i membri e gli ufficiali dell'esercito videro, con i loro stessi occhi, che le truppe erano equipaggiate molto meglio", riferendosi alla tecnologia militare e alle armi che erano state messe in mostra durante la parata. Difatti, durante l'evento, il governo ebbe la possibilità di esibire armi fabbricate in Cina.

### Leader presenti alla parata
- Hu Yaobang (segretario generale)
- Li Xiannian (presidente)
- Deng Xiaoping (Presidente della commissione militare centrale e della conferenza politica consultiva)
- Zhao Ziyang (primo ministro e direttore ufficiale delle cerimonie)
- Altri membri del comitato permanente dell'ufficio politico e dell'ufficio politico
- Deng Yingchao (presidente del comitato nazionale della conferenza politica consultiva, vedova di Zhou Enlai)
- Li Ximing (segretario del comitato di partito di Pechino)
- Chen Yun (primo segretario della commissione centrale per l'ispezione disciplinare)
- Peng Zhen (presidente del comitato permanente del Congresso nazionale del popolo)
- Ulanhu (vice presidente della repubblica)
- Xu Xiangqian (4º ministro della difesa nazionale)
- Nie Rongzhen (il primo – e unico – comandante in capo dell'Esercito Popolare di Liberazione)
- Norodom Sihanouk (principe della Kampuchea Democratica, i.e. Cambogia)
- Son Sann (22º primo ministro della Cambogia)
- Khieu Samphan (presidente del presidium di stato della Cambogia)
- Hoàng Văn Hoan (ex ambasciatore vietnamita)

note: 